# Semitendinosus

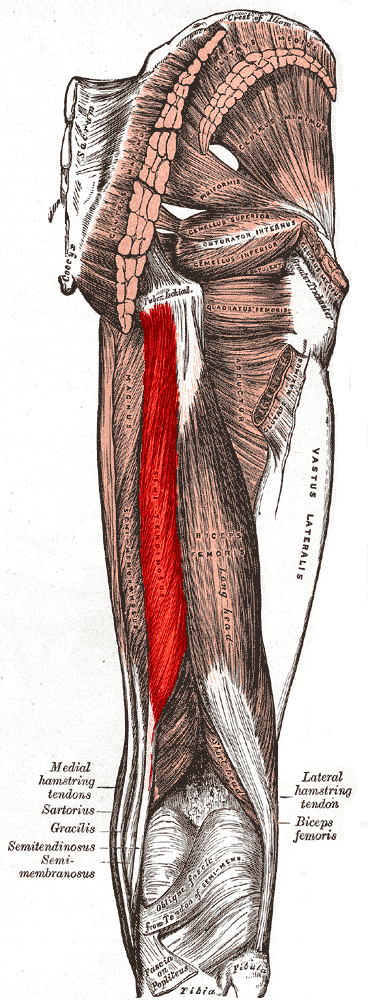
Bild av muskulaturen på lårets baksida

Semitendinosus är en av de tre hamstringsmusklerna på lårets baksida. 
Muskelns ursprung är tuberositas ischiadica på pelvis dess fäste sitter medialt om tuberositas tibiar. Innervationen sköts av n. tibialis (ryggkotorna L5, S1 och S2). 
Fästet delas också av sartorius och gracilis, tillsammans bildar de tre musklernas distala senor pes anserinus, gåsfoten, en framträdande utskjutning dorsomedialt i knäleden. 